# Marija Andrejewna Andrejewa
Marija Andrejewna Andrejewa (russisch Мария Андреевна Андреева; * 19. Juli 1924 im Dorf Trifonowo bei Dolgoderewenskoje, Oblast Tscheljabinsk; † 11. Juni 2005 in Tscheljabinsk) war eine sowjetische bzw. russische Hydrologin und Hochschullehrerin.

## Leben
Nach dem Besuch der Tscheljabinsker Pädagogikschule (Abschluss 1942) arbeitete Andrejewa als Grundschullehrerin und begann 1943 das Studium am Tscheljabinsker Pädagogik-Institut (ab 1995 Tscheljabinsker Staatliche Pädagogische Universität, seit 2016 Süduraler Staatliche Geisteswissenschaftlich-Pädagogische Universität (JuUrGGPU)) in der Geographiefakultät mit Abschluss 1947. Darauf arbeitete sie als Geographielehrerin und wurde Leiterin der Tscheljabinsker Schule Nr. 18.
Von 1953 bis 1958 leitete Andrejewa das Geographiekabinett des Instituts für Pädagogikfortbildung. Ab 1955 war sie Assistentin am Lehrstuhl für Geographie des Tscheljabinsker Pädagogikinstituts. Am Lehrstuhl für Gewässerkunde der Universität Perm war sie 1962–1964 Aspirantin. Am Ende der Aspirantur verteidigte sie ihre Kandidat-Dissertation über die physikalischen und geographischen Besonderheiten der Seen der Oblast Tscheljabinsk und ihre wirtschaftliche Nutzung mit Erfolg für die Promotion zur Kandidatin der geographischen Wissenschaften.
Darauf kehrte Andrejewa an das Tscheljabinsker Pädagogikinstitut zurück. Sie verteidigte 1974 ihre Doktordissertation über das hydrologische System der Seen im mittleren und südlichen Ural und den Einfluss der atmosphärischen Zirkulation mit Erfolg für die Promotion zur Doktorin der geographischen Wissenschaften. Nun leitete sie den Lehrstuhl für Physische Geographie und Wirtschaftsgeographie (Ernennung zur Professorin 1977) bis 2001, um dann als beratende Professorin des Lehrstuhls für Geographie und Unterrichtsmethodik der Tscheljabinsker Pädagogischen Universität zu arbeiten. Dort organisierte und leitete sie das Limnologisch-Ökologische Zentrum.
Daneben war Andrejewa von 1974 bis 2000 Vorsitzende der Tscheljabinsker Abteilung der Sowjetischen bzw. Russischen Geographischen Gesellschaft, deren Ehrenmitglied sie 1995 geworden war. Von 1977 bis 1987 war sie Mitglied der Geographiekommission für Wissenschaft und Methodik des Bildungsministeriums der UdSSR. Sie war Vollmitglied der Russischen Akademie der Naturwissenschaften.

## Ehrungen, Preise
- Verdiente Wissenschaftlerin der Russischen Föderation (1996)[3]